# Тождество максимумов и минимумов
Тождество максимумов и минимумов — математическое соотношение между максимальным элементом конечного множества чисел и минимальными элементами всех его непустых подмножеств.

## Формулировка
Пусть {\displaystyle x_{1},\ldots ,x_{n}} — произвольные действительные числа. Тогда тождество утверждает:
Аналогичное соотношение имеет место, если поменять местами минимумы и максимумы:

## Доказательство
Докажем, например, первое из приведённых соотношений.
Заметим, что если заменить {\displaystyle x\mapsto x+a}, где {\displaystyle a} — произвольное число, то обе части доказываемого соотношения также изменятся на {\displaystyle a}.
Действительно, левая часть:
Правая часть:
{\displaystyle {\begin{aligned}\sum _{k=1}^{n}\sum _{i_{1}<\ldots <i_{k}}(-1)^{k-1}\,&\min(x_{i_{1}}+a,\ldots ,x_{i_{k}}+a)=\\&=\sum _{k=1}^{n}\sum _{i_{1}<\ldots <i_{k}}(-1)^{k-1}\,\min(x_{i_{1}},\ldots ,x_{i_{k}})+a\sum _{k=1}^{n}(-1)^{k-1}\!\!\!\sum _{i_{1}<\ldots <i_{k}}\!\!\!1\end{aligned}}}
Второе слагаемое в точности равно {\displaystyle a}, в силу известного свойства биномиальных коэффициентов:
Заменим теперь все {\displaystyle x_{i}} на {\displaystyle x'_{i}=x_{i}+a}, где {\displaystyle a=-\min(x_{1},\ldots ,x_{n})}. В силу вышеизложенных соображений соотношение для набора {\displaystyle x'_{i}} будет выполнено тогда и только тогда, когда выполнено соотношение для набора {\displaystyle x_{i}}. Но при этом все {\displaystyle x'_{i}\geq 0}, и одно или несколько чисел из набора {\displaystyle x'_{i}} равны {\displaystyle 0}.
Если все {\displaystyle x'_{i}=0}, то соотношение, очевидно, выполнено.
Рассмотрим случай, когда не все {\displaystyle x'_{i}=0}. Пусть для определённости {\displaystyle x'_{1},\ldots ,x'_{m}>0}, а {\displaystyle x'_{m+1}=\ldots =x'_{n}=0}.
Тогда, как легко видеть, все нулевые {\displaystyle x'_{i}} можно исключить из равенства, которое таким образом превращается в
Таким образом, мы свели соотношение для {\displaystyle n} чисел к аналогичному соотношению для меньшего количества {\displaystyle m<n} чисел. Отсюда в силу принципа математической индукции следует, что исходное соотношение верно для любого натурального {\displaystyle n}.